# مارکوس هپک
مارکوس هپک (انگلیسی: Markus Heppke؛ زادهٔ ۱۱ آوریل ۱۹۸۶) بازیکن فوتبال اهل آلمان است.
از باشگاه‌هایی که در آن بازی کرده‌است می‌توان به باشگاه فوتبال شالکه ۰۴ و باشگاه فوتبال روت‌وایس اسن اشاره کرد.